# Plínio Salgado
Plínio Salgado (* 22. Januar 1895 São Bento do Sapucai São Paulo (Bundesstaat); † 8. Dezember 1975 in São Paulo) war ein brasilianischer Politiker, Schriftsteller, Journalist und Theologe, er gründete und leitete die faschistische Ação Integralista Brasileira.

## Leben
Plínio Salgado war ein Sohn der Lehrerin Ana Francisca Rennó Cortez und Oberst Francisco das Chagas Salgado († 1911).
1916 gründete er die Wochenzeitung Correio de São Bento.
1918 gründete er die Partido Municipalista in der sich kommunale Autoritäten des Vale do Paraíba formierten und er heiratete Maria Plinius Amélia Pereira. Am 6. Juli 1919 wurde seine einzige Tochter, Maria Amelia Salgado geboren, 15 Tage nach der Geburt starb seine Frau.
Deprimiert fand er Trost im brasilianischen Katholizismus von Raimundo de Farias Brito und Jackson de Figueiredo.
1920 war er Lektor und Redakteur des, Correio Paulistano, Parteiorgan der Partido Republicano Paulista in Sao Paulo.
Er freundete sich mit Menotti Del Picchia an.
Von 11. bis 18. Februar 1922 nahm er an der Semana de Arte Moderna teil.
1924 wurde er in der Anwaltskanzlei von Alfredo Egídio de Sousa Aranha beschäftigt.
1926 veröffentlichte er seinen ersten Roman, O Estrangeiro.
1927 veröffentlichte er Literatura e política, das inspiriert von Alberto Torres und Oliveira Viana: Feudalgesellschaften idealisiert, antiliberal und antidemokratisch ist und sucht mit Cassiano Ricardo, Menotti del Picchia und Candido Mota Filho im Movimento Verde-Amarelo e Grupo da Anta nach der mythischen Bedeutung der Tapire in den Tupí-Sprachen, die er als Träger einer nationalen Identität Brasiliens annimmt.
1930 unterstützte er die Präsidentschaftskandidatur von Júlio Prestes gegen Getúlio Vargas, reiste nach Europa und kehrte als begeisterter Anhänger von Benito Mussolini während der Revolução de 1930, am 4. Oktober 1930 zurück und nahm in zwei Artikeln im Correio Paulistano für Washington Luís Pereira de Sousa Partei. Während der Revolução Constitucionalista de 1932, entwickelte er, im von Alfredo Egídio de Sousa Aranha gegründeten Journal A Razão eine intensive Kampagne gegen die Durchsetzung der Präsidentschaft von Vargas, bei der Auseinandersetzung wurde die Redaktion von A Razãoin Brand gesteckt.
Nach der Revolução Constitucionalista de 1932, welche die Präsidentschaft von Getúlio Vargas durchsetzte, unterstützte er Vargas.
1935 heiratete er Carmela Patti.

## Ação Integralista Brasileira

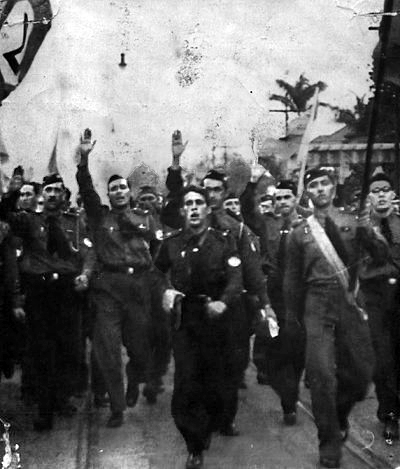
Die Ação Integralista Brasileira wuchs in den folgenden Jahren und führte Aufmärsche in verschiedenen Teilen des Brasiliens durch

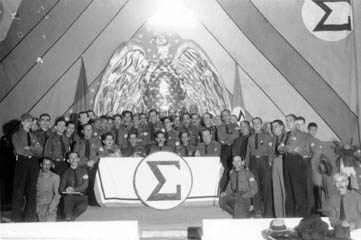
Plínio Salgado, Mitte, auf der Klausurtagung, 1935 in Blumenau

Plínio Salgado gründete die Sociedade de Estudos Políticos, welche sich zu einem Sammelbecken intellektueller Sympathisanten des Faschismus entwickelte.
Am 7. Oktober 1932 veröffentlichte er, mit dem Manifesto de Outubro das Parteiprogramm der Ação Integralista Brasileira.
1937 warb Plínio Salgado für sich als Präsidentschaftskandidat 1938, nach dem Vargas die Präsidentschaftswahlen abgesagt hatte, goutierte er dies, in der Hoffnung, dass Vargas den Ação Integralista Brasileira als Staatspartei adoptieren würde. Getúlio Vargas nahm die Ação Integralista Brasileira nicht vom allgemeinen Parteienverbot am 10. November 1937 aus.
Im März und Mai 1939 unternahmen Anhänger Ação Integralista Brasileira Aufstandsversuche gegen Vargas, Plínio Salgado wurde 30 Tage in Haft genommen und nach Portugal ausgewiesen.

## Partido de Representação Popular
1945 kehrte er nach Brasilien zurück, gründete er die Partido de Representação Popular mit der er 1955 8,28 % als Präsidentschaftskandidat erhielt, 1958 für den Wahlkreis Paraná und 1962 für den Wahlkreis Sao Paulo ins Parlament gewählt wurde.

## Aliança Renovadora Nacional
1964 war er Redner auf den Umzügen der Marcha da Família com Deus pela Liberdade in Sao Paulo gegen João Goulart.
Nach der Operação Brother Sam wurden alle existierenden Parteien, darunter die Partido de Representação Popular, verboten.
In den Zeiten des Folterregimes wurde er 1966 und 1970 als Kandidat der Aliança Renovadora Nacional ins Parlament gewählt und zog sich 1974 aus der Politik zurück.
Er war Mitglied der Academia Paulista de Letras.